# Caitlin Cronenberg
Caitlin Cronenberg (Toronto, Ontario, 27 de octubre de 1984) es una fotógrafa y cineasta canadiense, conocida por sus retratos de celebridades.   Es hija de David Cronenberg y hermana de Brandon Cronenberg . 

## Primeros años
Cronenberg nació en Toronto, hija de los cineastas David Cronenberg y Carolyn Zeifman, y hermana del director Brandon Cronenberg.  También tiene una media hermana, Cassandra Cronenberg (n. 1972), del primer matrimonio de su padre (con Margaret Hindson, 1970-1977). Se licenció en diseño de moda en la Universidad Metropolitana de Toronto antes de comenzar su carrera como fotógrafa. 

## Carrera
Su obra ha aparecido en diversas revistas y periódicos, incluidas las portadas de W, L'Uomo Vogue,  y Variety. En 2010, Cronenberg publicó por su cuenta un libro de retratos de desnudos llamado POSER .  Además de la fotografía fija, Cronenberg ha dirigido varios vídeos musicales, entre ellos "I Got You" de Hollerado y "On Camera" de Hill.Es conocida por fotografiar la portada y el folleto del álbum Views del rapero canadiense Drake,  que se convirtió en una sensación viral en línea en 2016.   
En 2017, Apple Inc contrató a Cronenberg para fotografiar retratos de canadienses en todo el país para la primera campaña "Shot on iPhone" creada específicamente para Canadá. Ese mismo año, Cronenberg fotografió al primer ministro de Canadá Justin Trudeau para la portada de la revista Delta Sky. Cronenberg recibió en 2017 el premio de "Creadora de imágenes del año" del Canadian Arts and Fashion Awards (CAFA) . Publicó un segundo libro, The Endings, en 2018. 
En 2021, Cronenberg rodó La muerte de David Cronenberg, un cortometraje de un minuto protagonizado por su padre como el personaje principal y escritor. El corto se ofreció como NFT en SuperRare para subasta. Posteriormente se publicó el 19 de septiembre de 2021. Fue juez invitada y actuó como fotógrafa en el mini desafío de la segunda temporada de Canada's Drag Race, en el episodio "Lost and Fierce". El 10 de diciembre de 2021 fue anunciada como directora del thriller Humane .